# امیلیو مارتینز-لازارو

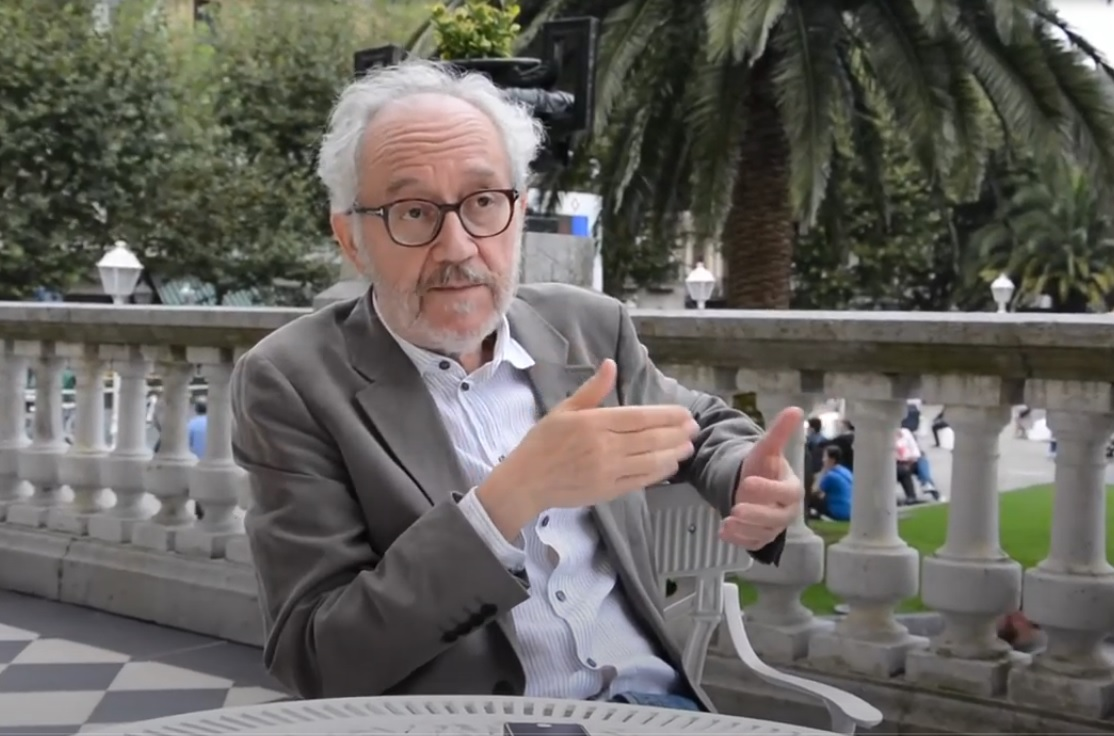
امیلیو مارتینز-لازارو، کارگردان اسپانیایی - ۲۰۱۵

امیلیو مارتینز-لازارو (به انگلیسی: Emilio Martínez-Lázaro) (متولد ۱۹۴۵) کارگردان اهل اسپانیا است. او با فیلم‌های جنبه دیگر همبستر شدن، ۱۳ گل رز و مکس چه گفت به‌شهرت رسید. فیلم مکس چه گفت در سال ۱۹۷۸ برندهٔ خرس طلایی از جشنواره فیلم برلین شده‌است.